# Lumb

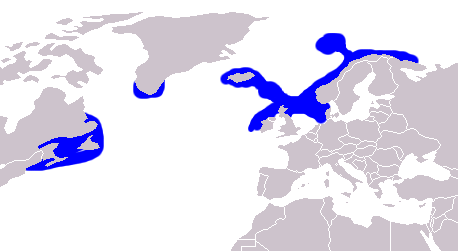
Verbreitungsgebiet

Der Lumb (Brosme brosme) ist ein Fisch aus der Familie der Quappen und einziger Vertreter der Gattung Brosme. Infolge des Rückgangs vieler kommerziell genutzter Fischarten wurde er ab den 1990er Jahren zunehmend befischt. Diese unregulierte Nutzung führte zu einer ernsthaften Gefährdung der Bestände, deshalb ist in der EU die Bewirtschaftung der Art seit 2003 sowohl durch eine zulässige Gesamtfangmenge wie auch durch Quoten reglementiert.

## Verbreitung und Lebensraum
Im westlichen Nordatlantik ist der Lumb von New Jersey bis zur Belle-Isle-Straße und der Neufundlandbank zu finden, seltener kommt er um die Südspitze Grönlands vor. Von Island erstreckt sich sein Verbreitungsgebiet in der Nordsee bis an die Küsten Skandinaviens und in die Barentssee vor Murmansk. Die nördlichsten Vorkommen leben in den Gewässern um Spitzbergen.
Der Lumb lebt bodenorientiert über Fels-, Geröll- oder Kiesgrund und an Steilhängen. Im Golf von Maine ist er gelegentlich auch auf schlammigem Untergrund zu finden, weichen und glatten Sandgrund meidet er in der Regel.  Er bleibt sowohl der Küste wie auch dem Flachwasser fern und lebt in Wassertiefen zwischen 20 und 1000 Metern. Im Nordostatlantik ist er häufig in Tiefen zwischen 150 und 450 Metern anzutreffen, im Nordwestatlantik zwischen 18 und 549 Metern. Die Art toleriert einen Temperaturbereich zwischen null und zehn Grad Celsius.

## Merkmale
Der spindelförmige Körper des Lumbs kann eine Gesamtlänge von 110 Zentimetern erreichen. In der Regel wächst die Art aber in ihren östlichen Siedlungsgebieten bis zu einer Größe zwischen 60 und 95 Zentimetern heran und 50 bis 80 Zentimetern in den westlichen Teilen. Der große Kopf trägt am Unterkiefer eine einzelne Bartel. Der Oberkiefer steht etwas vor. Sowohl Rücken- wie auch Afterflosse sind auffällig lang und reichen bis zum Ansatz der Schwanzflosse, mit der sie teilweise verbunden sind. Die Brustflossen enden in deutlichem Abstand zum Anfang der Afterflosse. Die Bauchflossen sind kehlständig und fleischig.
Der Lumb ist braun bis grau gefärbt mit einem helleren Bauch. Bei jungen Exemplaren sind sechs gelbe Querbänder an den Körperseiten möglich. Augenfälligstes Farbmerkmal ist ein schwarzer Saum mit weißem Rand an den unpaaren Flossen. Die Schuppen sind sehr klein und tief in der dicken, schleimigen Haut verankert. Die Seitenlinie ist bis kurz vor den Ansatz der Schwanzflosse vollständig.
Flossenformel: Dorsale 93–103, Anale 62–75

## Verhalten
Den überwiegenden Teil der Nahrung des solitär oder in kleinen Gruppen lebenden Lumbs machen Krebse und Weichtiere aus, er erbeutet aber auch benthisch lebende Fische. Sein Aktionsradius ist relativ begrenzt und beschränkt sich in der Hauptsache auf den Wechsel der Wassertiefe, für ein ausgeprägtes Wanderverhalten liegen keine konkreten Hinweise vor.
Im Alter von acht bis zehn Jahren, wenn er eine Gesamtlänge zwischen 40 und 50 Zentimeter erreicht hat, wird der Lumb fortpflanzungsfähig. Das Ablaichen erfolgt in Tiefen zwischen 100 und 200 Meter und ist sehr produktiv, ein Weibchen mittlerer Größe gibt dabei bis zu zwei Millionen Eier ab. Die pelagischen, zwischen 1,3 und 1,5 Millimeter durchmessenden Eier reifen langsam in Oberflächennähe. Der Nachwuchs lebt bis zu einer Länge von etwa fünf Zentimeter pelagisch, danach geht er zu einer bodenorientierten Lebensweise über. Lumbe wachsen nur langsam heran und können ein Alter von 20 Jahren erreichen.

## Nutzung als Speisefisch
Der Lumb hat festes weißes Fleisch, das leicht nach Hummer schmeckt. Er kommt vorwiegend als Filet auf den Markt. In den skandinavischen Ländern wird er auch zu Stockfisch verarbeitet.